# Stadion Čchi-čung
Stadion Čchi-čung (čínsky znaky zjednodušené 上海旗忠森林体育城网球中心, anglicky Qizhong Forest Sports City Arena, zkráceně Qizhong Stadium) je tenisový stadion v šanghajském městském obvodu Min-chang, otevřený v roce 2005. S kapacitou 15 tisíc diváků se řadí mezi největší tenisové arény v Asii. Zatahovací střecha z osmi ocelových panelů vytváří květ magnolie, oficiální květinu Šanghaje.

## Historie
Výstavba čínských tenisových areálů od prvního desetiletí 21. století souvisela s emancipací tenisu v Číně a snahou vyrovnat se tradičním dějištím na dalších kontinentech. Velká tenisová centra vyrostla na čínském jihu v Kantonu, Šen-čenu a Ču-chaji, v centrální oblasti v Nan-čchangu, Čcheng-tu a Wu-chanu (tenisové centrum Optics Valley), rovněž na východě v Pekingu (Národní tenisové centrum), Tchien-ťinu a Šanghaji.
Stadion byl původně postaven pro Turnaj mistrů, který hostil v letech 2005–2008. S přesunem jeho dějiště do londýnské O2 Areny se v sezóně 2009 stal místem konání Shanghai Masters, jediného dílu série Masters mimo Evropu a Severní Ameriku. V roce 2007 v něm během své čínské túry odehrály zápasy basketbalové týmy NBA Cleveland Cavaliers a Orlando Magic.
Při rozšíření tenisového areálu na počátku třetího desetiletí 21. století byly na stadionu zrekonstruovány tři menší halové dvorce a v rámci celého komplexu instalováno dalších 14 halových a 22 venkovních kurtů. Plocha centrálního dvorce čini 30 649 m2 a výška střechy dosahuje 40 metrů. Zatahovací střecha při osmiminutovém uzavírání připomíná skládání okvětních lístků magnolie. Každý z osmi ocelových plátů váží dvě tuny. Architektonický návrh zpracoval Micuru Senda. Celý sportovní komplex se rozkládá na ploše 80 hektarů v městském obvodu Min-chang, jihozápadně od centra Šanghaje. Aréna může být využita k dalším sportovním a kulturním akcím včetně basketbalu, stolního tenisu, plavání, volejbalu nebo gymnastiky.

Stadion během Turnaje mistrů 2008
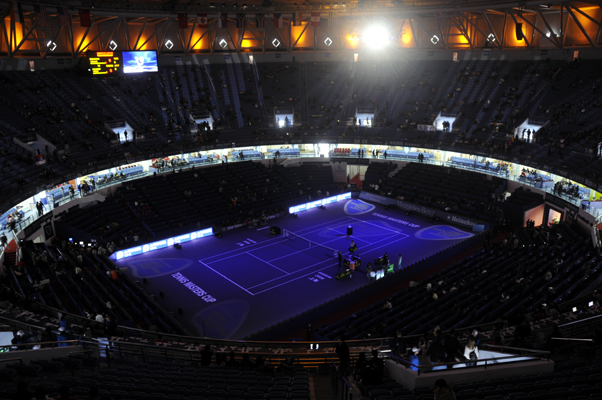
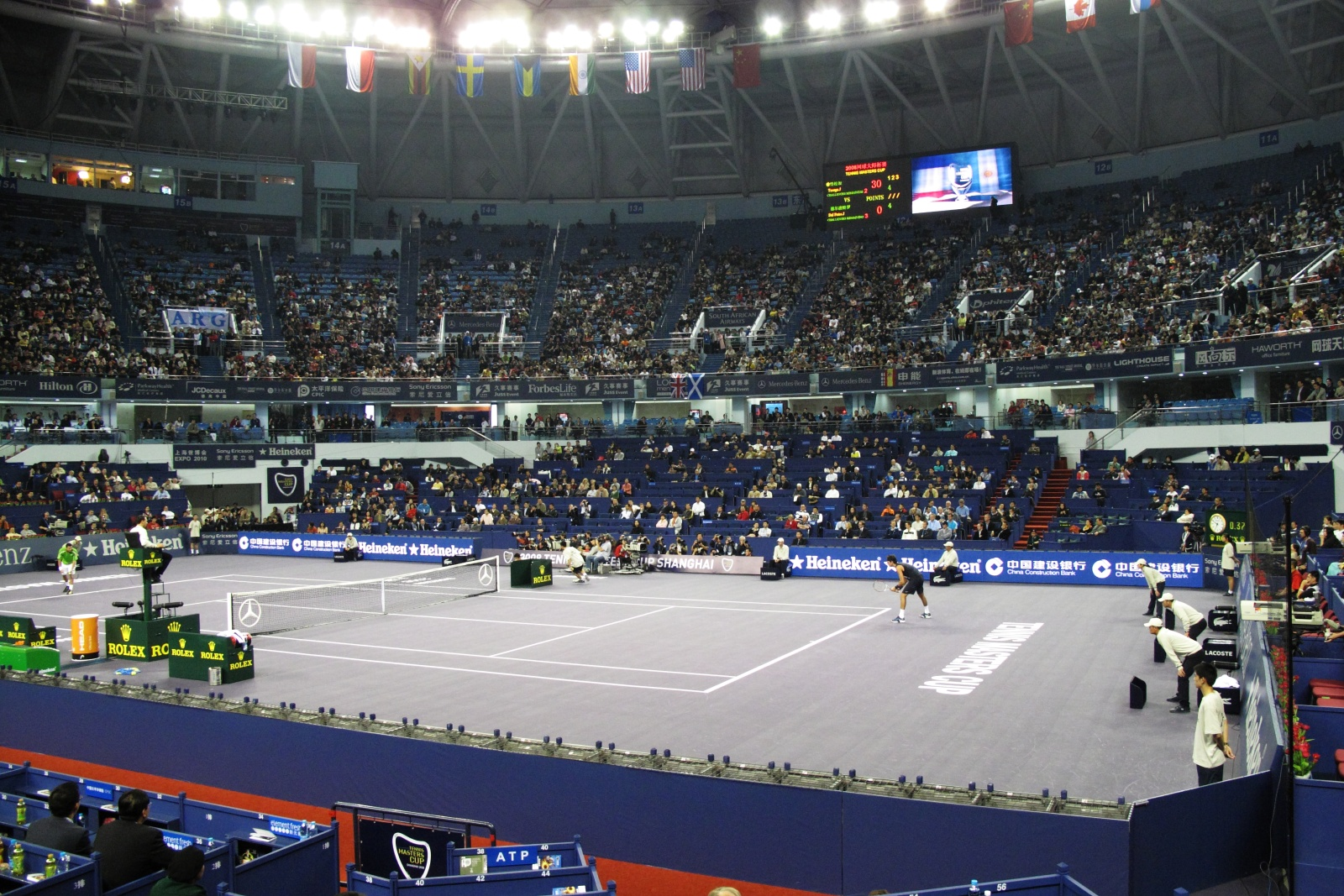